# Дреља Огореља
Дреља Огореља је мушка мимичко-драмска игра имитације свадбе и сачуван обичај који је био веома омиљен и за време Турака. Одржава се традиционално у Бујановцу, на месту званом Збориште или Булчин трг, сваке године на трећи дан Ускрса, у поподневним часовима.
Обичај потиче из турског времена, када су међусобни сусрети били дозвољени само током празника. Обележава се обичајем који представља својеврстан перформанс свадбеног весеља у оквиру кога су млада и младожења мушкарци, уз постављену свадбену софру, трубаче, фолклор и много окупљеног света.
У скорије време поред игре додато је такмичење у разбијању ускршњих јаја.
На 25. Међународном фестивалу телевизијског етнолошког филма – ФЕСТЕФ, одржаном од 2. до 4. августа 2016. у Kучеву, документарни филм „Дреља Огореља”, аутора Слађана Стојановића, у производњи дописништва РТС-а у Врању, добио је специјално признање за непосредно и целовито сведочанство о мање познатим елементима ускршњих обичаја у Бујановцу.

## Опис игре
По проф. др Момчилу Златановићу који је забележио, по причи, ток игре се одвијао следећим редом:
Око Збиришта, на столицама и клупама, у првом реду, седели су бегови, аге и други представници турског феудализма. Наоружани турски полицајци одржавали су ред, јер турска власт није дозвољавала да неки верски фанатик смета Србима у извођењу ове народне драме.
Старац Дреља Огореља био је обучен у старовремско одело: беле чакшире од сукна, алени појас, капут од клашња и плетена шубара. Држао је нож, пиштољ и дугачку мотку. Улогу „снашке” имао је мушкарац, који је носио футу и шамију. Образе је, по обичају, био јаче наруменио.
У Дрељи Огорељи су могле да се уоче четири главне целине:
1. Око деде и бабе почело је да се игра коло о истеривању Сулејмана бега из Ратаја. Свирали су свирачи из Павловца. После се у колу разлегло певање:
Неје кадар Дреља
бабу да натера,
дрва да набере,
ватру да заложи.
Деда мотком истера бабу из кола и она одлази да бере дрва. У колу се наставља:
Неје кадар Дреља
бабу да си нађе.
Дреља излази из кола и доводи Дрељаницу, која носи дрва и брзо ложи ватру, а певачи продужују:
Неје кадар дреља
с бабу да вечера.
„Снашка“ поставља вечеру, а певачи ће кроз смех:
Неје кадар Дреља
с бабу да си спије.
Драмска игра, затим, добија шаљив карактер: баба и деда легну, коло се збије и настају задиркивања и смејања.
За све време играња, у колу и док је коловођа, Дреља Огореља маше мотком и изводи разне радње ножем и пиштољем.
2. Ухвате се мушкарци један за другог. Напред је Дреља с мотком, а за њим баба и остали. Он је квачка, а сви остали су пилики. Са стране су два мушкарц акоји имају беле марамице преко чела. Они су два орла од којих Дреља Огореља брани мотком своје пилиће.
3. У игри Билимбир учествује педесет до сто мушкараца. Прескачу један другог. Последњи прескочи оне који су се сагли, а потом се и сам сагне да га сви прескоче.
4. Поделе се сви учесници на четири групе које мењају места, певају наизменично и крећу се једни према другима. Сви су отпевали сваки стих по два пута из песме Милка лозје Садила.
Пошто је игра изведена, поједини учесници су сели за постављене столове, запева се епска народна песма о Агуш-аги из Биљаче.